# إليزابيث كادي ستانتون
إليزابيث كادي ستانتون (بالإنجليزية: Elizabeth Cady Stanton)‏ شخصية أمريكية بارزة ولدت في مدينة جونستاون في 12 نونبر 1815 وكانت وراء تمكين المرأة في الولايات المتحدة وفي جميع أنحاء العالم. وكانت مؤسسة الجمعية الوطنية للمطالبة بحق المرأة في الاقتراع، التي كسبت للنساء الأميركيات حق التصويت في عام 1920.
يعود لها الفضل في قيادة أول مؤتمر لحقوق المرأة في الولايات المتحدة، وهو مؤتمر سينيكا فولز وقد طالب المؤتمر من بين عدة أمور أخرى بمنح المرأة حق التصويت.
توفيت في 26 أكتوبر 1902 ، بعد أن أوجدت برنامجاً وطنياً لمساواة النساء التي تحققت بعد ذلك في العقود التالية.

## طفولتها وأسرتها
ولدت إليزابيث كادي في جونستاون في نيويورك وهي الثامنة من أحد عشر من الأبناء، والداها دانييل كادي ومارغريت ليفينجستون كادي. توفي خمسة من إخوتها في مرحلة الطفولة. توفي شقيقها الأكبر إليزار عن عمر يناهز العشرين عامًا قبل تخرجه من كلية الاتحاد في سكنيكتادي في نيويورك. عاشت إليزابيث كادي وأربعة من أخواتها بصحة جيدة حتى عمر الشيخوخة. سمّت إليزابيث ابنتيها على اسم اثنتين من أخواتها مارغريت وهاريوت.
كان والد ستانتون دانييل كادي محاميًا بارزا في الحزب الفيدرالي الأمريكي وكان عضوا لفترة واحدة في كونغرس الولايات المتحدة الأمريكية (1814 - 1817)، ثم أصبح قاضي محكمة، واصبح في عام 1847 قاضيًا في المحكمة العليا بنيويورك. عرّف القاضي كادي ابنته على القانون وزرع مع زوجها إدوارد بايارد البذور الأولى التي اثمرت عن نشاطها القانوني والاجتماعي. استمتعت حتى عندما كانت فتاة صغيرة بقراءة كتب والدها القانونية ومناقشة القضايا القانونية مع رجال القانون. كانت معرفتها المبكرة بالقانون هي ما دفعها إلى إدراك مدى تفضيل القانون للرجال على النساء، وخاصة بالنسبة للنساء المتزوجات. ساعد إدراكها أن النساء المتزوجات لا يملكن أي ممتلكات أو دخل أو عمل أو حقوق حضانة لأطفالهنَّ في عملها نحو تغيير هذه القوانين الظالمة.

## التعليم والتنمية الفكرية
كانت ستانتون متعلمة بشكل رسمي عكس العديد من النساء في عصرها. التحقت بأكاديمية جونزتاون في مسقط رأسها حتى سن السادسة عشرة. وهي الفتاة الوحيدة التي حضرت المستويات المتقدمة في الرياضيات واللغات، وقد فازت بالجائزة الثانية في مسابقة المدرسة اليونانية وأصبحت مفكرة ماهرة. استمتعت بسنواتها في المدرسة وقالت أنّها لم تواجه أي عوائق هناك بسبب كونها أنثى.
قالت ستانتون في مذكراتها ان جارها القس سيمون هوساك قام بتشجيعها بشكل كبير لزيادة تطورها الفكري وقدراتها الأكاديمية في وقت شعرت فيه أن والدها قلل من قيمتها. كتبت عن وفاة شقيقها إليزار في عام 1826 وذكرت أنها كانت تحاول مواساة والدها قائلة إنها ستحاول أن تتعلم وتفعل كل فعله أشقائها. أجابها والدها آنذاك جوابا صادما: «يا ابنتي، أتمنى لو كنتِ فتىً!» انطلاقًا من ذلك فهمت أن والدها يرى الذكور أفضل من الإناث، أخذت ستانتون خيبة أملها واتجهت نحو هوساك الذي كان يملك افكار راسخة بقدراتها. واصل هوساك تعليم ستانتون اللغة اليونانية، وشجعها على القراءة على نطاق واسع، وفي النهاية ورثت ستانتون معجمه اليوناني مع كتب أخرى. عزز تأكيده لقدراتها الفكرية ثقة ستانتون واحترامها لذاتها.
صدمت ستانتون بعد التخرج من أكاديمية جونستاون بأول تجربة لها مع التمييز الجنسي. راقبت ستانتون بخوف كون الشبان الذين يتخرجون معها (الذين تخطت الكثير منهم أكاديمياً) يذهبون إلى كلية الاتحاد كما فعل أخيها الأكبر إليزار من قبل. التحقت ستانتون في عام 1830 في مدرسة تروي للإناث في نيويورك والتي أسسها وأدارها إيما ويلارد لان كلية الاتحاد كانت لا تأخذ سوى الرجال. (تم تغيير اسمها في عام 1895 إلى مدرسة إيما ويلارد تكريماً لمؤسسها، وكانت ستانتون متحدثة رئيسية في هذا الحدث بسبب احترامها لويلارد).

## آراؤها حول الدين
تتذكر ستانتون تأثرها القوي بتشارلز جرانديسون فيني حين كانت طالبة في تروي، وهو مبشر إنجيلي وشخصية مركزية في حركة النهضة. سبّب نفوذه بالإضافة إلى تدينه الكالفينية (اللاهوتية) خلال مرحلة طفولتها شعورها بعدم الارتياح بشكل كبير. تخوفت ستانتون بشكل كبير بعد سماعها حديث فيني لاحتمال تعرضها للعنة: «الخوف من الحكم استحوذ على روحي. كانت رؤية المفقودين تطارد أحلامي. سجنت عقلي حالة من الصدمة. لقد تم الاستحواذ على تفكيري من قبل أصدقائي». تقول ستانتون أنَّ والدها وصهرها إدوارد بايارد أقنعاها بتجاهل تحذيرات فيني. وتنسب الفضل لهم في أخذها رحلة إلى شلالات نياغارا لاستعادة تفكيرها السليم وإحساسها بالتوازن: «لقد وضعتُ خرافاتي الدينية جانبًا واستبدلتها بأفكار عقلانية تستند إلى حقائق علمية، وبما أنها نظرت إلى كل شيء من وجهة نظر جديدة فقد أصبحت أكثر سعادة يومًا بعد يوم.» لم تعد إلى ممارسة شعائر المسيحية، وحافظت بعد هذه التجربة على أن المنطق والإحساس الإنساني بالأخلاق هما أفضل دليل على كل من صلاحية الفكر والسلوك.
لم ترفض ستانتون المسيحية فحسب، بل رفضت جميع الديانات أيضًا، حيث قالت: «... جميع الأديان على وجه الأرض تقلل من قيمة نساءها، وطالما أنّ المرأة تقبل الموقف الذي حددته لها، فإن تحريرها أمر مستحيل». لقد اعتقدت أن المسار الطبيعي لدراسة اللاهوت هو رفض الدين، وأن الدين هو وهم يجب أن نتحرر منه. ذكرت ستانتون في سيرتها الذاتية مع صهرها محاولتها إقناع صديقاتها بأن الدين هو وهم عقلي: «أوضح لنا صهري طبيعة الوهم الذي عانينا منه جميعًا، الظروف الجسدية والتفكير العقلي، وآلية الكنيسة التي تفرض من خلالها هذه الظروف والأفكار، وفرض العقوبات التي تكمن وراء ترك ذلك». وما زالت تتذكر كيف أقنعتهم في النهاية: «لقد مروا معاً في كل مرحلة من مراحل التجربة اللاهوتية، من الفرضيات غير المؤكدة إلى الأسس الصلبة التي وضعها العلم والعقل».

## بداية نشاطها في حركة حقوق المرأة
أصبحت ستانتون قبل أنّ تعيش في سينيكا فولز من المعجبين بلوكريتيا موت وأحد أصدقاءها، وهي رئيسة جمعية الأصدقاء الدينية، وناشطة نسوية ومناضلة ضد العنصرية، حيث التقت بها في المؤتمر العالمي لمكافحة ظاهرة العبودية في لندن في المملكة المتحدة في ربيع عام 1840. أصبحت المرأتان حليفتان عندما صوت المندوبون الذكور الذين حضروا المؤتمر بأنه ينبغي حرمان المرأة من المشاركة في هذه المؤتمرات حتى لو تم ترشيحها لتعمل كمندوبة رسمية في جمعيات مكافحة العنصرية. وطلب من النساء الجلوس في قسم مخفي عن نظر الرجال الحاضرين بعد حدوث جدل كبير. وسرعان ما انضم إليهنّ ويليام لويد جاريسون الذي وصل بعد إجراء التصويت (وهو الذي ألغى عقوبة الإعدام)، ورفض الجلوس في مقعده احتجاجًا على القرار، واختار بدلاً من ذلك الجلوس مع النساء.

عزز قرار منع النساء من المشاركة في المؤتمر التزام ستانتون بالدفاع عن حقوق المرأة. بحلول عام 1848 كانت تجاربها في بداية حياتها إلى جانب خبرتها في لندن وتجربتها كربّة منزل في سينيكا فولز محفزًا لها لتكتب:
«لقد شعرت بالغضب الذي شعرت به كل امرأة بصفتها زوجة وربّة منزل وطبيبة ومرشدة نفسية، جعلتني الظروف الفوضوية التي ينهار بسببها كل شيء مع نظرة القلق لدى غالبية النساء أشعر بشعور قوي بأنه ينبغي اتخاذ بعض التدابير الفعّالة لعلاج أخطاء المجتمع بشكل عام والنساء بشكل خاص. ملأت تجربتي في المؤتمر العالمي لمكافحة العبودية وما قرأته عن الوضع القانوني للمرأة والقمع الذي تتعرض له في كل مكان روحي. بدا الأمر كما لو أن كل الظروف تآمرت لإجباري على المضيّ قدمًا. لم أستطع أن أرى ما يجب فعله أو من أين أبدأ، كان جلُّ ما يشغل تفكيري هو تنظيم اجتماع عام للاحتجاج والمناقشة.»
انضمت ستانتون في عام 1848 (بسبب تلك المشاعر والافكار) إلى موت وشقيقة موت مارثا كوفين رايت وجين هنت وبعض النساء الأخريات في سينيكا فولز. حيث قاموا معاً بتنظيم مؤتمر شلالات سينيكا الذي عقد في شلالات سينيكا يومي 19 و20 يوليو / تموز. وقد حضره أكثر من 300 شخص. صاغت ستانتون الإعلان الذي قرأته في المؤتمر على غرار إعلان استقلال الولايات المتحدة، حيث أعلنت ستانتون أن الرجال والنساء متساوون. واقترحت قرارًا مثيرًا للجدل في ذلك الوقت يطالب بإقرار حقوق التصويت للنساء. تم تحقيق المطالب النهائية بما في ذلك حق المرأة في التصويت بدعم فريدريك دوغلاس الذي حضر المؤتمر وتحدث فيه بشكل غير رسمي.

## خطاب ستانتون بشأن القوانين الذكورية الخاطئة
ألقت إليزابيث كادي ستانتون في عام 1868 (حيث كانت تبلغ من العمر 52 عامًا) خطابًا قويًا في مؤتمر حق المرأة في التصويت في واشنطن العاصمة بدأ على هذا النحو: «أنا أحث على التعديل السادس عشر، لأن سيطرة الذكور أو حكومة الرجال هي حكومة غير مدنية أو دينية أو اجتماعية، العنصر الذكوري هو القوة المدمرة والصارمة والأنانية والمغرضة والمحبة للحرب والعنف والاستحواذ في العالم الواقعي والأخلاقي على حد سواء، فهي مثل الفوضى والمرض والموت. لنرى سجل الدم والقسوة في صفحات التاريخ! من خلال العبودية والذبح والتضحيات، ومن خلال التحقيقات والسجن، والألم والاضطهاد، ناضلت الروح الإنسانية طوال قرون، بينما حُجبَت الرحمة ومُنعت القلوب من عطاء الحب والأمل!».
وأنهت الخطاب على هذا النحو: «مع زيادة العنف والاضطرابات في العالم الطبيعي نرى جهودًا مستمرة تسعى للحفاظ على توازن القوى. إن الطبيعة مثل الأم المحبة، تحاول الحفاظ على الأرض والبحر والجبل والوادي، كلٌّ في مكانه لصد الرياح والامواج العاتية، وتحقيق التوازن بين أقصى درجات الحرارة والبرودة والأمطار والجفاف، ليسود السلام والوئام والجمال، وهناك يكمن تشابه لافت بين المادة والعقل، وهذه الفوضى الحالية في المجتمع تحذرنا من أنه عند التخلي عن المرأة فقد نفقد السيطرة على العنف والخراب لان المرأة فقط من تملك القدرة على كبحها. إذا دعت حضارة العصر إلى توسيع حق الاقتراع، فمن المؤكد أن حكومة من أكثر الرجال ثقافة ومعهم النساء تمثل الكل بشكل أفضل وتحمي مصالح الجميع من تمثيل أيّ من الجنسين بمفرده».

## روابط خارجية
- إليزابيث كادي ستانتون على موقع الموسوعة البريطانية (الإنجليزية)
- إليزابيث كادي ستانتون على موقع إن إن دي بي (الإنجليزية)